# Полупанов, Андрей Васильевич
Полупа́нов Андре́й Васи́льевич (14 [26] сентября 1888, Ясиновка, Екатеринославская губерния — 5 декабря 1956, Евпатория, Крымская область) — матрос Черноморского флота Российской империи, в годы Гражданской войны 1918—1922 годов — краском и комиссар командовавший частями и соединениями Красной армии.

## Биография

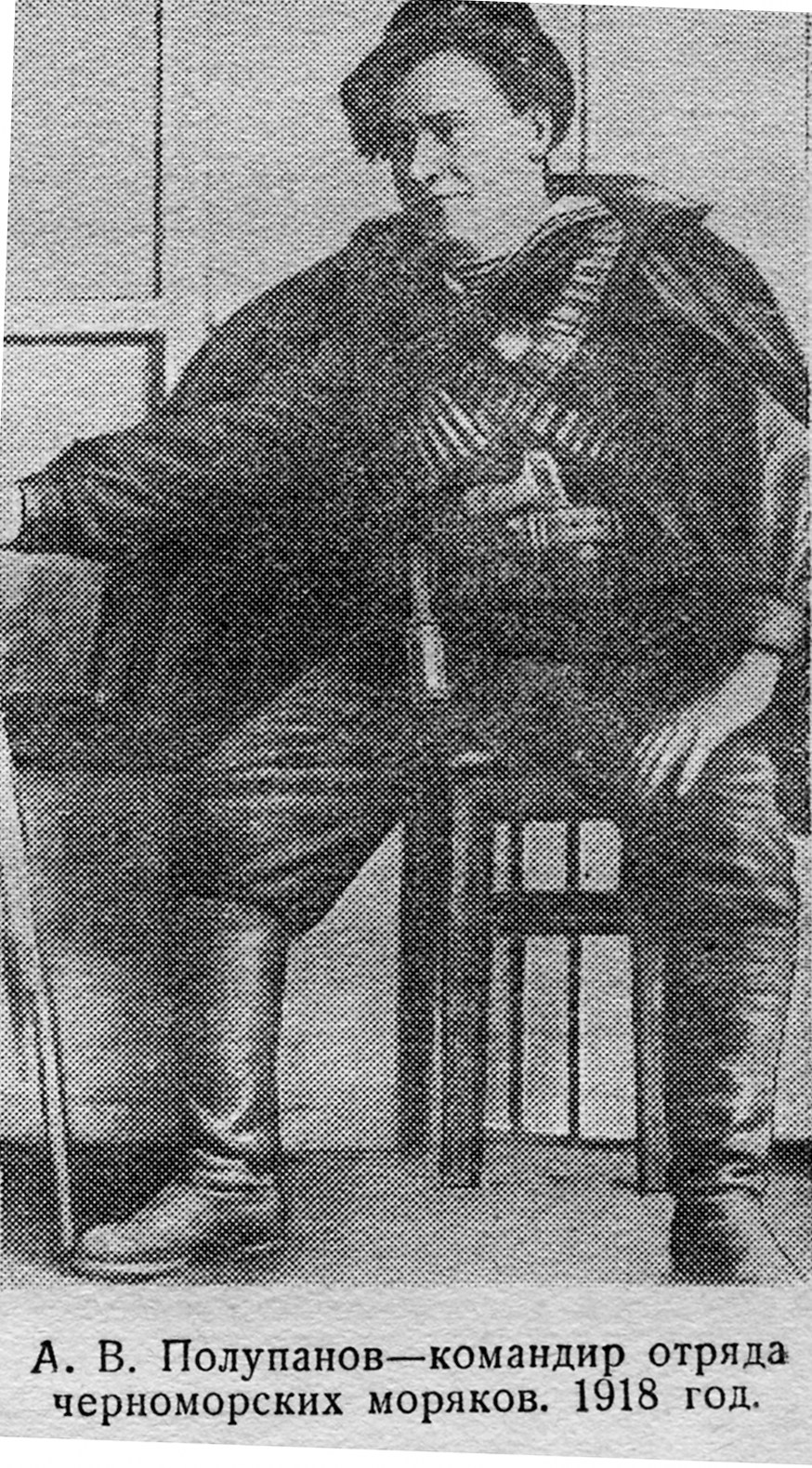

Родился в 1888 году в шахтёрском посёлке Ясиновский рудник недалеко от города Макеевка. С 1912 года член РСДРП(б).
Участник Первой мировой войны 1914—1918 гг., матрос Черноморского Флота.
Участник Гражданской войны в России 1917—1922 гг.
В декабре 1917 года — командир отряда революционных матросов Черноморского флота. В декабре с отрядом моряков прибыл в распоряжение В. А. Антонова-Овсеенко, главнокомандующего войсками Южного революционного фронта по борьбе с контрреволюцией.
В январе 1918 года — командир отряда моряков Черноморского флота в составе 1-й революционной армии Южного революционного фронта по борьбе с контрреволюцией, устанавливавшей Советскую власть Украинской Народной Республики советов рабочих, крестьянских, солдатских и казачьих депутатов. Отряд участвовал в наступлении на Киев для борьбы с войсками Украинской Народной Республики. После взятия Киева войсками М. Муравьёва, с 26 января 1918 — комендант Киева.
До мая 1918 — командир бронепоезда № 4 «Свобода или смерть!» («Полупановцы») захваченного ранее отрядом под его командованием и действовавшего в районе городов Одесса и Мелитополь, в состав формирования входил моторный броневой вагон «Заамурец».

С начала июня 1918 — на Восточном фронте. Участник боёв в Симбирской губернии в июне — июле 1918. Командир бронепоезда № 4 «Свобода или смерть!». В Мелекессе Полупанов устанавливал Советскую власть. Бронепоезд участвовал в боях под Сызранью и Бугульмой. 22 июля бой за Симбирск был проигран, бронепоезд потерян. Полупанов с командой бронепоезда на пароходе уплыли по Волге к Казани. У Старой Майны пароход был захвачен белыми, которые команду бронепоезда и отряд венгров-интернационалистов расстреляли. А. В. Полупанов и комендант бронепоезда Н. Я. Гиммельштейн смогли бежать и добраться до Казани.

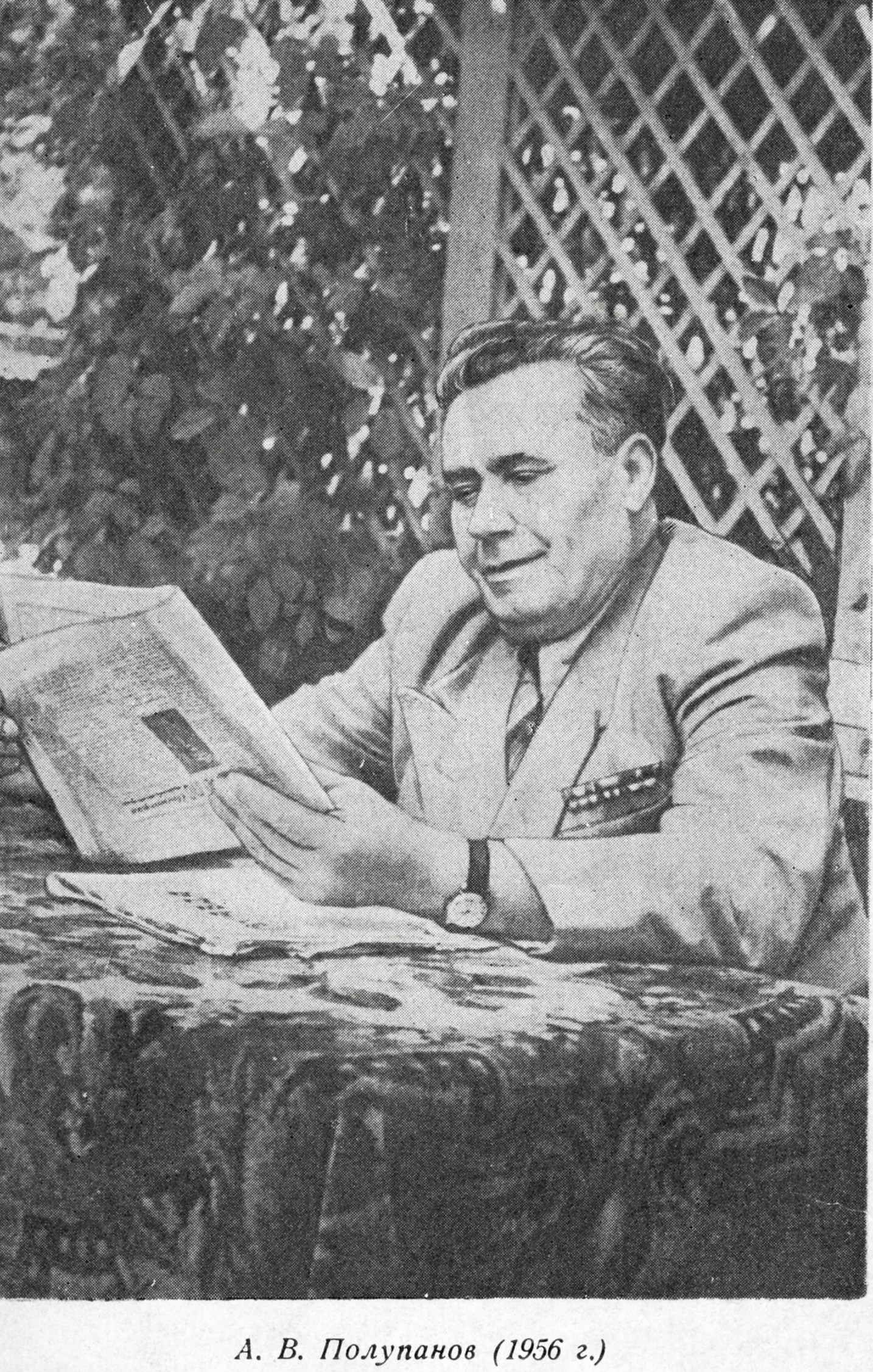

С 12 марта по 13 сентября 1919 года — командующий Днепровской военной флотилией Украинской советской армии.
Затем — комиссар для особых поручений при командующем Волжско-Каспийской военной флотилией.
В 1920 году — командир отдельной огневой бригады под Каховкой, потом командир бронечастей 6-й армии.
В 1921 году награждён орденом Красного Знамени РСФСР. 
После Гражданской войны — на партийной и хозяйственной работе. С 1948 года проживал в Евпатории, руководил строительной организацией.

## Сочинения
- Полупанов А. В. Бронепоезд «Свобода или смерть». М., 1939. (книга переиздана в 1966 году).

## Награды
- Орден Красного Знамени РСФСР (1921 г.)

## Память
- Имя А. В. Полупанова носили улицы Ярославов Вал в 1957—1963 годах и Приорская в 1963—2016 годах в Киеве, переименована в процессе декоммунизации на Украине.
- Улица Полупанова в Евпатории[2], Чернобыле, переулок в  Ульяновске[3], бульвар в Харцызске.

В Евпаторийском краеведческом музее есть отдельный стенд с френчем, историческими фото и первым изданием книги Полупанова.